# Burlington (Ohio)
Burlington és una concentració de població designada pel cens dels Estats Units a l'estat d'Ohio. Segons el cens del 2000 tenia 2.794 habitants.

## Demografia
Segons el cens del 2000, Burlington tenia 2.794 habitants, 1.127 habitatges, i 734 famílies. La densitat de població era de 759,7 habitants per km².
Dels 1.127 habitatges en un 25,9% hi vivien nens de menys de 18 anys, en un 46,8% hi vivien parelles casades, en un 13,6% dones solteres, i en un 34,8% no eren unitats familiars. En el 30,7% dels habitatges hi vivien persones soles el 15% de les quals corresponia a persones de 65 anys o més que vivien soles. El nombre mitjà de persones vivint en cada habitatge era de 2,29 i el nombre mitjà de persones que vivien en cada família era de 2,84.
Per edats la població es repartia de la següent manera: un 20,1% tenia menys de 18 anys, un 8,1% entre 18 i 24, un 23,4% entre 25 i 44, un 25,4% de 45 a 60 i un 23% 65 anys o més.
L'edat mediana era de 44 anys. Per cada 100 dones de 18 o més anys hi havia 77,2 homes.
La renda mediana per habitatge era de 23.995 $ i la renda mediana per família de 29.934 $. Els homes tenien una renda mediana de 28.750 $ mentre que les dones 23.285 $. La renda per capita de la població era de 15.619 $. Aproximadament el 14,3% de les famílies i el 16,6% de la població estaven per davall del llindar de pobresa.

## Poblacions més properes
El següent diagrama mostra les poblacions més properes.